# کوچرلا
کوچرلا (به لاتین: Kucherla) یک منطقهٔ مسکونی در روسیه است که در جمهوری آلتای واقع شده‌است.